# Journal of Medicinal Chemistry
Journal of Medicinal Chemistry is een wetenschappelijk tijdschrift met peer review, dat wordt uitgegeven door de American Chemical Society. De naam wordt gewoonlijk afgekort tot J. Med. Chem. Het tijdschrift publiceert onderzoek uit de medicinale chemie.
Journal of Medicinal Chemistry werd opgericht in 1959. Het heette oorspronkelijk Journal of Medicinal and Pharmaceutical Chemistry, maar deze naam werd in 1963 gewijzigd. In 2017 bedroeg de impactfactor van het tijdschrift 6,253.